# Filip II Waldeck-Eisenberg
Filip II Waldeck-Eisenberg (ur. 3 marca 1453, zm. 26 listopada 1524) - hrabia Waldeck-Eisenberg. Syn Wolrada I Waldeck i Barbary Wertheim (zm. 1422).
Na początku planowano uczynić Filipa biskupem, lecz po śmierci jego brata Filipa I w 1475, Kościół i możni orzekli, że Filip będzie opiekunem i regentem swego bratanka Henryka VIII. W 1486 doszło do podziału ziem hrabstwa Waldeck: Filip II został hrabią Waldeck-Eisenberg, a Henryk VIII otrzymał hrabstwo Waldeck-Wildungen.
Gdy w 1499 w Eisenbergu odkryto bardzo bogate złoża złota, po trzech latach rozgorzał spór pomiędzy hrabiami Waldeck o prawo wydobywania złóż w Eisenbergu. W 1505 książę Wilhelm IV Jülich-Berg zezwolił Filipowi na budowę kopalni w Ravensbergu i Sparrenbergu.
W 1507 rozpoczął budowę zamku Wasserburg-Steffenburg w Diemelsee-Adorf. W 1516 został pojmany przez najemnika Götza von Berlichingen i zwolniony po długim okresie niewoli po zapłacie okupu 8 900 dukatów.

## Małżeństwo i dzieci
3 listopada 1478 roku ożenił się ze swą pierwszą żoną Katarzyną Solms-Lich († 1492), córką Kuna zu Solms-Lich i Walpurgii z Dhaun zm. 12 grudnia 1492 lub 1493), z którą miał sześcioro dzieci:
- Filip III (ur. 1486 w Waldeck, zm. 1539)
- Jerzy (ur. 1483 – 1504)
- Anna (ur. 1485)
- Klara (ur. 1487)
- Franciszek (ur. 1488 Sparrenberg; zm. 15 lipca 1553 Wolbeck)
- Elżbieta (ur. 1489)

Około 1497 roku ożenił się po raz drugi z Katarzyną Kwerfurt († 1521 w Kelbra (Kyffhäuser)), wdową po Guntherze XXXVIII. Schwarzburg-Blankenburg